# Świdnica
Pour les articles homonymes, voir Świdnica (homonymie).
Świdnica [ɕfʲiˈdɲiʦa] (en allemand Schweidnitz, en tchèque Svídnice) est une ville dans la voïvodie de Basse-Silésie dans le Sud-Ouest de la Pologne. Elle se trouve à environ 50 kilomètres au sud-ouest de Wrocław. Elle se trouve à environ 20 kilomètres de Wałbrzych dans une vallée fertile entre le mont Ślęża et les monts des Hiboux sur la Bystrzyca. Elle se situe dans la région moyenne des montagnes des Sudètes. Świdnica est connu, avant 1945,  sous le nom de Schweidnitz, l'ancienne capitale du duché de Schweidnitz-Jauer. On y trouve l'église de la Paix (Friedenskirche) qui depuis 2001 est sur la liste du patrimoine mondial de l'UNESCO. Depuis 2004, la ville est le siège d'un diocèse catholique.

## Histoire
La première mention documentaire certaine de la ville remonte à 1249 avec un document concernant la fondation d'une église de l'ordre des franciscains ; une autre mention, plus incertaine, figure dans un document de 1243. Le document le plus ancien, où Schweidnitz était qualifiée de ville, date de 1267. De 1291 à 1392, elle fut le siège du duché de Schweidnitz-Jauer, gouverné par une branche cadette des Piasts de Silésie. Anne de Schweidnitz-Jauer, nièce et héritière de Bolko II († 1368), le dernier des Piasts de Schweidnitz, ayant épousé Charles IV de la maison de Luxembourg, la ville et le duché revinrent définitivement en 1392 à la couronne de Bohême lorsque mourut Agnès de Habsbourg (1315-1392), la veuve de Bolko. Elle y resta encore comme principauté héréditaire, quand après la mort de Louis II à Mohács (1526) les Habsbourgs héritèrent de la couronne de Bohême, jusqu'au moment où elle passa à la Prusse en 1741/63. La prospérité et l'importance de la localité s'accrurent rapidement, et Schweidnitz devint après Wrocław (Breslau avant 1945) la ville la plus importante de la Silésie. La guerre de Trente Ans avec ses conséquences terribles mit fin à cette situation.
Elle fut conquise en 1632 par les Suédois sous les ordres de Torstensson. Elle devient en 1741 une ville conquise par les Prussiens ; elle fut reprise en 1757 par les Autrichiens commandés par Nádasdy. Elle fut reconquise l'année suivante par les Prussiens, avant qu'un coup de main autrichien la reprît en 1761. Elle a été reprise encore par les Prussiens en 1762 après une défense acharnée ; elle resta en leur pouvoir et fut considérablement renforcée par quatre forts avancés. En 1807,  les Français s'en emparèrent et rasèrent les ouvrages extérieurs. Rendue aux Prussiens après la chute de Napoléon, elle retrouva ses fortifications en 1816.
L'industrialisation de la ville commença en 1844 après l'ouverture de la ligne ferroviaire vers Breslau, et fit de Schweidnitz la deuxième ville de Silésie pour la richesse après Breslau. Les anciens ouvrages fortifiés furent détruits à partir de 1868 et transformés en espaces verts entourant la ville. Après le 1er avril 1899, Schweidnitz constitua un arrondissement urbain tout en restant le siège de l'arrondissement de Schweidnitz. Le 1er octobre 1938, le territoire de la ville fut agrandi par l'intégration d'une partie des communes limitrophes de Kroischwitz, de Nieder-Bögendorf et de Schönbrunn,  appartenant avant cette date à l'arrondissement de Schweidnitz.
Schweidnitz avait avant la nuit de Cristal de novembre 1938, une synagogue et  deux temples  protestants ainsi que deux églises catholiques, un vieil hôtel de ville . En 1885, sa population était de  23 669 habitants, dont 8 852 catholiques et 358 Juifs. En 1939, elle comptait (avec la garnison) environ 39 000 habitants. A la fin du second conflit mondial, ses habitants d'origine allemande ont dû  quitter la ville et la Silésie, à l'arrivée des troupes soviétiques et de l'armée polonaise communiste, à compter d'avril  1945. Après mai 1945, la ville devient polonaise, prend son nouveau nom de Świdnica et les Allemands ayant fui alors la ville sont alors remplacés par des Polonais, venus d'Ukraine. La ville avait été laissée à peu près intacte par la Seconde Guerre mondiale. Les anciens habitants d'origine allemande sont évacués de gré ou de force vers la  zone soviétique ou vers la zone britannique en Allemagne.
Świdnica, entre 1975 et 1998,  appartient à la voïvodie de Wałbrzych,  avec comme chef-lieu, la ville de Wałbrzych. Elle est siège de " powiat " (équivalent d'arrondissement) depuis la réforme territoriale polonaise de 1998. 
Le 25 mars 2004, Świdnica est devenue siège d'un évêché suffragant de l'archevêché de Wrocław, et, en ville, l'église paroissiale Saint-Wenceslas a été promue cathédrale.
En 2017, le recensement effectué compte 60 000 habitants pour la ville.

## Économie
Schweidnitz était au cours du XIXe siècle une ville industrielle considérable. L'entreprise de construction d'orgues Schlag et fils, dont la réputation s'étendait loin, y avait son siège ; c'est elle qui, entre autres, construisit en 1888 l'orgue de la Philharmonie de Berlin. Aujourd'hui, c'est d'abord l'industrie électrotechnique qui prédomine (appareils de mesure, compteurs électriques). En outre il existe des entreprises spécialisées dans la technique des échafaudages et des échelles, la fabrication des meubles, le traitement du cuir (avec notamment des fabricants de gants),l'impression et l'industrie textile. Après 1990, les investisseurs étrangers ont aussi créé des entreprises de sous-traitance pour l'industrie d'automobile (appareillage auto-électrique, tissus de revêtement).

## Bâtiments remarquables

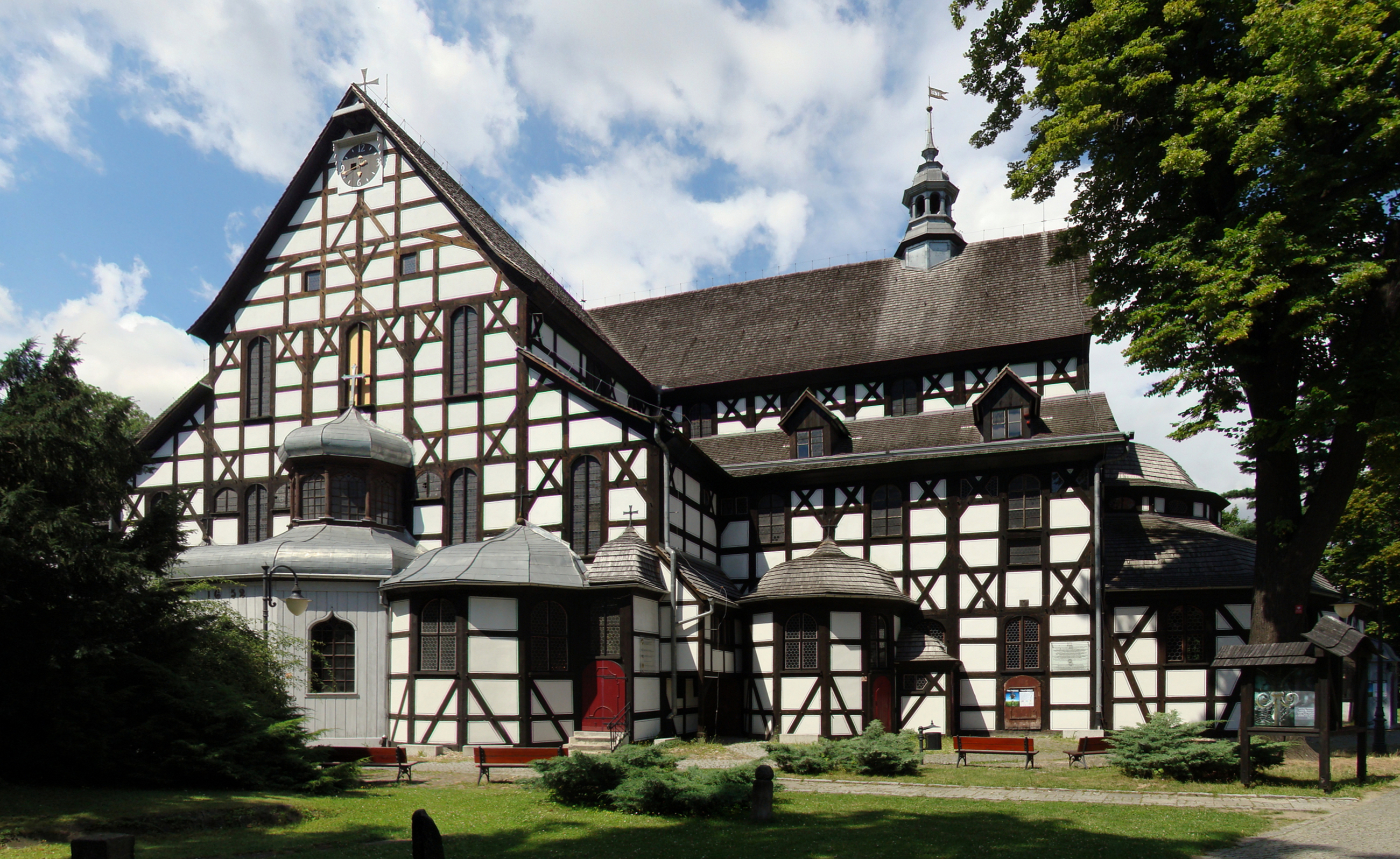
L'église de la Paix (Friedenskirche).

La ville possède une vieille ville préservée avec plusieurs églises gothiques et baroques, dont la cathédrale Saint-Stanislas-et-Saint-Venceslas (de) et l'église de la Paix, dédiée à la Sainte Trinité (en polonais Kościół Pokoju pw. Świętej Trójcy), deux églises emblématiques classées monuments historiques de Pologne. L'église fait partie des lieux les plus remarquables de Silésie. Elle a été inscrite en 2001 sur la liste du patrimoine mondial de l'UNESCO et elle est considérée comme la plus grande église en bois d'Europe.

### Bâtiment historique détruit
- Synagogue construite en 1877 : elle fut détruite par les nazis pendant la nuit de Cristal du 9 au 10 novembre 1938.

## Personnalités
- Thomas Stoltzer (1470-1526), compositeur
- Maria Cunitz (1610-1664), astronome
- Johann Christoph Glaubitz (1700-1767), architecte
- Karl Rolla du Rosey (de) (1784-1862), général
- Karl Birnbaum (1878-1950), psychiatre et enurologue, y est né.
- Manfred von Richthofen (1892-1918), alias le Baron Rouge, y a vécu.